# Solon (Ohio)
Solon est une ville du comté de Cuyahoga, dans l’État de l’Ohio. Lors du recensement de 2010, sa population s’élevait à 23 348 habitants. Sa superficie totale est de 53,07 km2.

## Source
- (en) Cet article est partiellement ou en totalité issu de l’article de Wikipédia en anglais intitulé « Solon, Ohio » (voir la liste des auteurs).